# Észt költők, írók listája
Ez a lista az észt nyelven alkotó írók és költők betűrendes névsora.  
| Ábécé szerinti tartalomjegyzék                      |
| --------------------------------------------------- |
| A B C D E F G H I J K L M N O P Q R S T U V W X Y Z |

## A
- Johannes Aavik (1880–1973)
- Artur Adson (1889–1977)
- Artur Alliksaar (1923–1966)
- Betti Alver (1906–1989)
- Elisabeth Aspe (1860–1927)
- Elise Aun (1863–1932)

## B
- Maimu Berg (1945–)
- Jaan Bergmann (1856–1916)
- Eduard Bornhöhe (1862–1923)

## E
- Andres Ehin (1940–2011)
- Kristiina Ehin (1977–)
- Jüri Ehlvest (1967–2006)
- Matthias Johann Eisen (1857–1934)
- Ernst Enno (1875–1934)

## F
- Friedrich Robert Fählmann (1798–1850)

## G
- August Gailit (1891–1960)
- Ado Grenzstein (1846–1916)
- Ivar Grünthal (1924–1996)
- Villem Grünthal-Ridala (1885–1942)

## H
- Indrek Hargla (1970–)
- Mehis Heinsaar (1973–)
- Sass Henno (1982–)
- Karl August Hermann (1851–1909)
- Indrek Hirv (1956–)

## I
- Ivar Ivask (1927–1992)

## J
- Suve Jaan (1777–1851)
- Merle Jääger (1965–)
- Jaak Järv (1852–1920)
- Juhan Jaik (1899–1948)
- Peeter Jakobson (1854–1899)
- Ilmar Jaks (1923–2019)
- Johann Voldemar Jannsen (1819–1890)
- Jaak Jõerüüt (1947–)

## K
- Aira Kaal (1911–1988)
- Ain Kaalep (1926–2020)
- Aino Kallas (1878–1956)
- Teet Kallas (1943–)
- Bernard Kangro (1910–1994)
- Maarja Kangro (1973–)
- Jaan Kaplinski (1941–2021)
- Doris Kareva (1958–)
- Kaur Kender (1971–)
- Heino Kiik (1927–2013)
- August Kitzberg (1855–1927)
- Albert Kivikas (1898–1978)
- Andrus Kivirähk (1970–)
- Sven Kivisildnik (1963–)
- Lydia Koidula (1843–1886)
- Marju Kõivupuu (1960–)
- Friedrich Reinhold Kreutzwald (1803–1882)
- Jaan Kross (1920–2007)
- Hasso Krull (1964–)
- Jaan Kruusvall (1940–2012)
- Paul Kuusberg (1916–2003)

## L
- Jaan Lattik (1878–1967)
- Kalju Lepik (1920–1999)
- Juhan Liiv (1864–1913)
- Toomas Liiv (1946–2009)
- Juhan Lilienbach (1838–1877)
- Viivi Luik (1946–)
- Oskar Luts (1887–1953)

## M
- Arvo Mägi (1913–2004)
- August Mälk (1900–1987)
- Uku Masing (1909–1985)
- Ülo Mattheus (1956–)
- Mait Metsanurk (1879–1957)
- Ene Mihkelson (1944–2017)
- Mihkel Mutt (1953–)

## O
- Tõnu Õnnepalu (1962–)
- Ervin Õunapuu (1956–)

## P
- Eeva Park (1950–)
- Ketlin Priilinn (1982–)
- Kristian Jaak Peterson (1801–1822)
- Ernst Peterson-Särgava (1868–1958)
- Maximilian Põdder (1852–1905)

## R
- Kerttu Rakke (1971–)
- Karl Ristikivi (1912–1977)
- Paul-Eerik Rummo (1942–)
- Hando Runnel (1938–)

## S
- Andres Saal (1861–1931)
- Mari Saat (1947–)
- Joel Sang (1950–)
- Peeter Sauter (1962–)
- Johannes Semper (1892–1970)
- Ly Seppel (1943–)
- François Serpent (1971–)
- Karl Martin Sinijärv (1971–)
- Juhan Smuul (1922–1971)
- Heli Illipe-Sootak (1974–)
- Karl Eduard Sööt (1862–1950)
- Gustav Suits (1883–1956)
- Aleksander Suuman (1927–2003)

## T
- Jaan Tätte (1964–)
- Heiti Talvik (1904–1947)
- Anton Hansen Tammsaare (1878–1940)
- Mats Traat (1936–2022)
- Friedebert Tuglas (1886–1971)
- Leelo Tungal (1946–)
- Jüri Tuulik (1940–2014)
- Ülo Tuulik (1940–)

## U
- Marie Under (1883–1980)
- Jaan Undusk (1958–)
- Mati Unt (1944–2005)

## V
- Debora Vaarandi (1916–2007)
- Vaino Vahing (1940–2008)
- Kätlin Vainola  (1978–)
- Peet Vallak (1893–1959)
- Edgar Valter (1929–2006)
- Arvo Valton (1935–2024)
- Johannes Vares (Johannes Barbarus; 1890–1946)
- Enn Vetemaa (1936–2017)
- Juhan Viiding (1948–1995)
- Eduard Vilde (1865–1933)
- Toomas Vint (1944–)
- Henrik Visnapuu (1890–1951)

## W
- Juhan Weitzenberg (1838–1877)
- Hella Wuolijoki (1886–1954)